# Риверсайд (Вайоминг)
Риверсайд (англ. Riverside, Wyoming) — город, расположенный в округе Карбон (штат Вайоминг, США) с населением в 52 человека по статистическим данным переписи 2010 года.

## География
По данным Бюро переписи населения США город Риверсайд имеет общую площадь в 0,78 квадратных километров, водных ресурсов в черте населённого пункта не имеется.
Город Риверсайд расположен на высоте 2177 метров над уровнем моря.

## Демография
По данным переписи населения 2000 года в Риверсайде проживало 59 человек, 21 семья, насчитывалось 28 домашних хозяйств и 45 жилых домов. Средняя плотность населения составляла около 87,1 человек на один квадратный километр. Расовый состав Риверсайда по данным переписи был исключительно белым.
Из 28 домашних хозяйств в 10,7 % — воспитывали детей в возрасте до 18 лет, 71,4 % представляли собой совместно проживающие супружеские пары, в семей женщины проживали без мужей, 25,0 % не имели семей. 21,4 % от общего числа семей на момент переписи жили самостоятельно, при этом 7,1 % составили одинокие пожилые люди в возрасте 65 лет и старше. Средний размер домашнего хозяйства составил 2,11 человек, а средний размер семьи — 2,33 человек.
Население города по возрастному диапазону по данным переписи 2000 года распределилось следующим образом: 11,9 % — жители младше 18 лет, 3,4 % — между 18 и 24 годами, 18,6 % — от 25 до 44 лет, 44,1 % — от 45 до 64 лет и 22,0 % — в возрасте 65 лет и старше. Средний возраст жителей составил 50 лет. На каждые 100 женщин в Риверсайде приходилось 110,7 мужчин, при этом на каждые сто женщин 18 лет и старше приходилось 126,1 мужчин также старше 18 лет.
Средний доход на одно домашнее хозяйство в городе составил 48 125 долларов США, а средний доход на одну семью — 55 000 долларов. При этом мужчины имели средний доход в 23 750 долларов США в год против 25 417 долларов среднегодового дохода у женщин. Доход на душу населения в городе составил 40 276 долларов в год. Все семьи Риверсайда имели доход, превышающий уровень бедности.